# Courçay
Courçay ist eine französische Gemeinde mit 796 Einwohnern (Stand: 1. Januar 2022) im Département Indre-et-Loire in der Region Centre-Val de Loire; sie gehört zum Arrondissement Loches und zum Kanton Bléré. Die Einwohner werden Courciquois und Courciquoises genannt.

## Geografie
Courçay liegt in der historischen Provinz Touraine (auch Jardin de la France genannt) am Fluss Indre, der die Gemeinde im Norden begrenzt, etwa 30 Kilometer ostsüdöstlich von Tours. Umgeben wird Courçay von den Nachbargemeinden Athée-sur-Cher im Norden, Cigogné im Osten und Nordosten, Reignac-sur-Indre im Süden und Osten, Tauxigny-Saint-Bauld im Westen und Südwesten, Cormery im Westen sowie Truyes im Nordwesten.

## Bevölkerungsentwicklung
| Jahr                       | 1962 | 1968 | 1975 | 1982 | 1990 | 1999 | 2006 | 2018 |
| Einwohner                  | 575  | 540  | 466  | 489  | 703  | 694  | 756  | 804  |
| Quellen: Cassini und INSEE |      |      |      |      |      |      |      |      |

## Sehenswürdigkeiten
- Pfarrkirche Saint-Urbain mit Ursprüngen aus dem 11. Jahrhundert, seit 1944 als Monument historique eingeschrieben

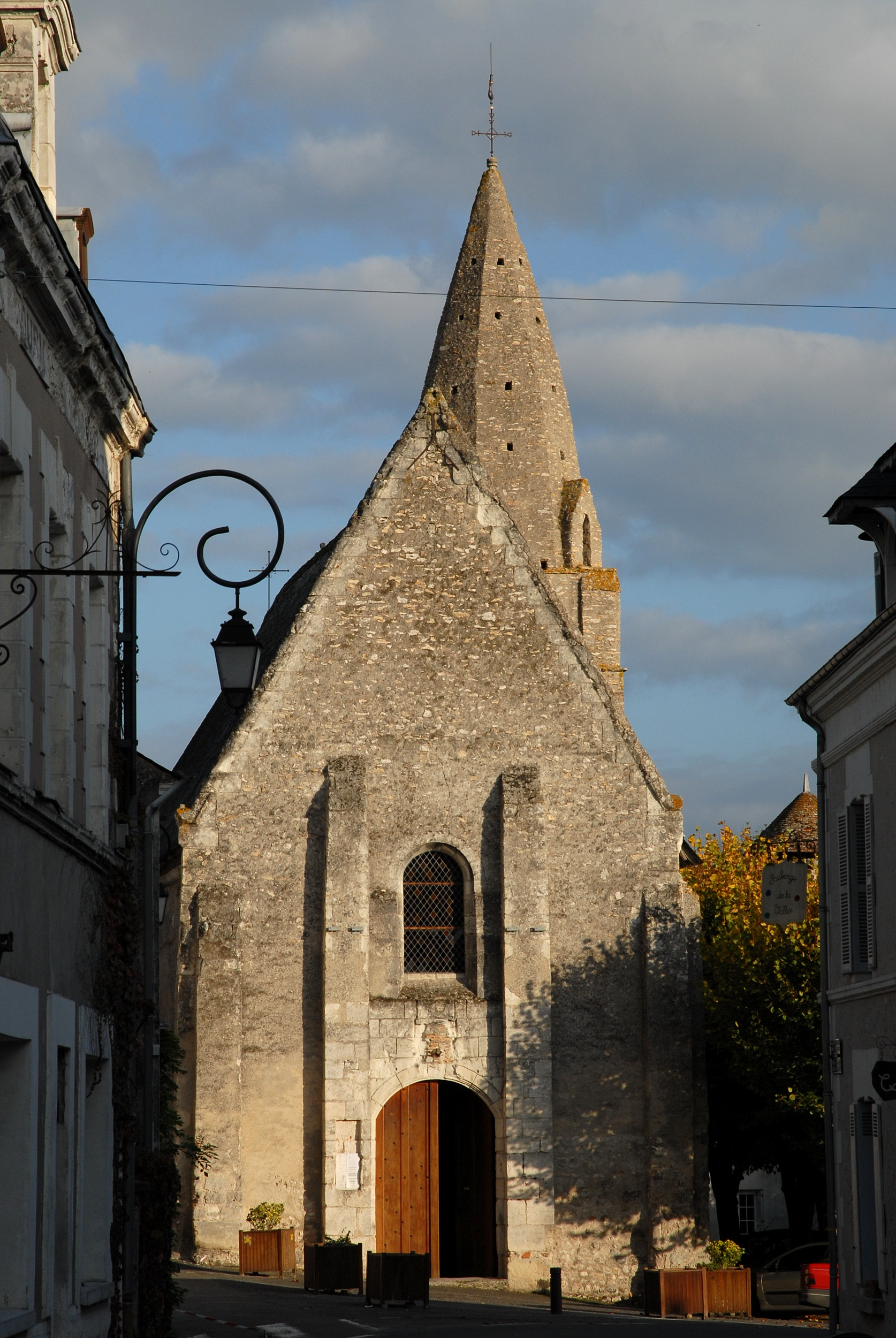
Pfarrkirche Saint-Urbain

## Persönlichkeiten
- Albert Dieudonné (1889–1976), Schauspieler und Schriftsteller, hier begraben